# 46P/Wirtanen
46P/Wirtanen – kometa krótkookresowa należąca do rodziny Jowisza, okrążająca Słońce w ciągu ok. 5 lat i 156 dni.
Kometę tę miała badać sonda kosmiczna Rosetta, jednak zrezygnowano z tego celu na rzecz innej – 67P/Czuriumow-Gierasimienko.

## Odkrycie komety
Kometa została odkryta przez Carla Wirtanena 17 stycznia 1948 roku w Obserwatorium Licka.

## Orbita komety i właściwości fizyczne
Orbita komety 46P/Wirtanen ma kształt elipsy o mimośrodzie 0,66. Jej peryhelium znajduje się w odległości 1,05 j.a., aphelium zaś 5,12 j.a. od Słońca. Jej okres obiegu wokół Słońca wynosi 5 lat i 156 dni, nachylenie do ekliptyki to wartość 11,76.
Jądro tej komety ma rozmiar 1,2 km.